# Vochysia revoluta
Vochysia revoluta är en tvåhjärtbladig växtart som beskrevs av Adolpho Ducke. Vochysia revoluta ingår i släktet Vochysia och familjen Vochysiaceae. Inga underarter finns listade i Catalogue of Life.